# Club de Beisbol i Softbol Hèrcules de l'Hospitalet
El Club de Beisbol i Softbol Hèrcules de l'Hospitalet és un club de beisbol català de la ciutat de l'Hospitalet de Llobregat.

## Història
El club va ser fundat l'11 de febrer de 1940 amb el nom d'Hèrcules Les Corts a la ciutat de Barcelona. L'any 1969, de la mà de Carlos Pérez de Rozas el club comença una nova etapa que culmina l'any següent amb el retorn del club a les competicions oficials. Ha estat diversos cops campió de Catalunya, el primer el 1945, i dos d'Espanya, els anys 1954 i 1958.
L'any 1979 el club sènior es proclamà Campió d'Europa del Pool B.
En una Assemblea General Extraordinària celebrada el mes de juny de 1989 el club acceptà l'oferta de l'ajuntament de l'Hospitalet per fixar la seva seu en aquest municipi, adoptant el nom de Club de Beisbol i Softbol Hèrcules de l'Hospitalet.

## Palmarès
- Lliga espanyola de beisbol: 1954, 1958, 1966. 1971
- Campionat de Catalunya de beisbol: 1945, 1949, 1950, 1957, 1958, 1963, 1978, 1979, 1986, 1997, 2000